# Sant Martí de Cortsaví
Santa Martí de Cortsaví fou l'església parròquial de la comuna vallespirenca de Cortsaví, a la Catalunya del Nord. La seva advocació a sant Martí de Tours es va traslladar a la nova església de la població, convivint amb la de sant Jaume Apòstol, que era la del castell de Cortsaví, ara desapareguda.
Està situada a llevant del poble, a uns 900 metres en línia recta

## Història
El primer document que esmenta l'església és del 993, quan Berenguer bisbe d'Elna la consagrà; i és esmentada novament el 1001 en la donació que aquest en feu a Sintil·la, abat d'Arles. Fou reconsagrada pel bisbe Arnau el 1158, possiblement a causa d'una reconstrucció total. El 1621 fou substituïda com a seu parroquial per l'antiga església del castell, fins aleshores dedicada a Sant Jaume, en una situació més cèntrica respecte al nucli urbà. Actualment el temple romànic és en procés de restauració.

## Arquitectura
El temple és de nau única, acabada amb un absis semicircular. Les parets són fetes de pedra tallada disposada en gran aparell. La teulada ha desaparegut amb el pas dels anys, i només resta la coberta de l'absis, de pissarra. La part superior d'aquest és decorada amb un fris de dents de serra i per dessota s'hi obre una finestra senzilla. La porta és a la façana meridional, rematada per un timpà pla i amb una arquivolta en tres arcs en degradació. La nau comunica amb l'absis mitjançant un arc triomfal de grans dimensions; inscrits en la paret per sobre i als costats de l'arc hi ha dos petits òculs que devien contribuir a il·luminar (si bé escassament per les seves reduïdes dimensions) la nau.
Va ser declarada monument històric de França el 1964.

## Fotografies

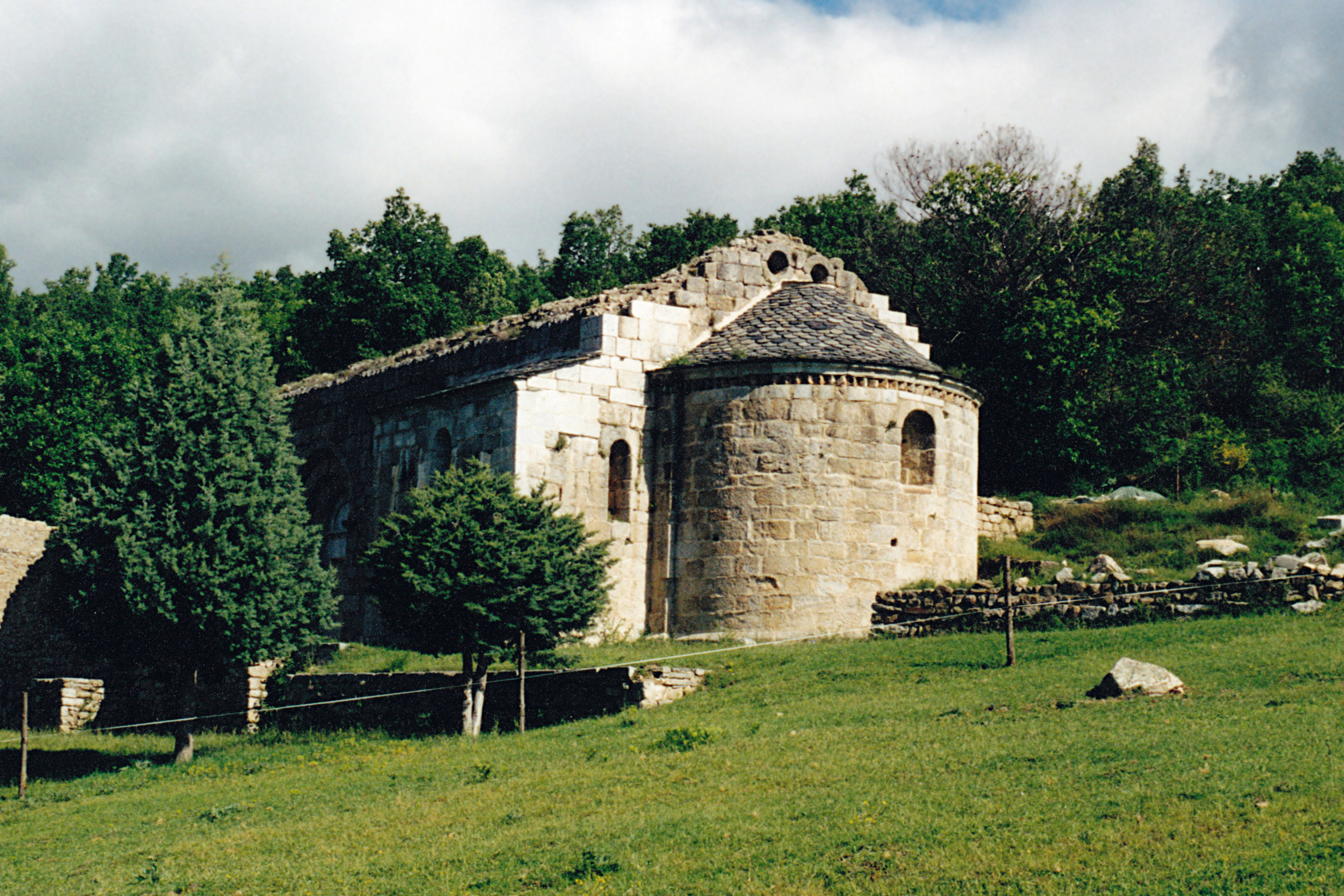
Vista general
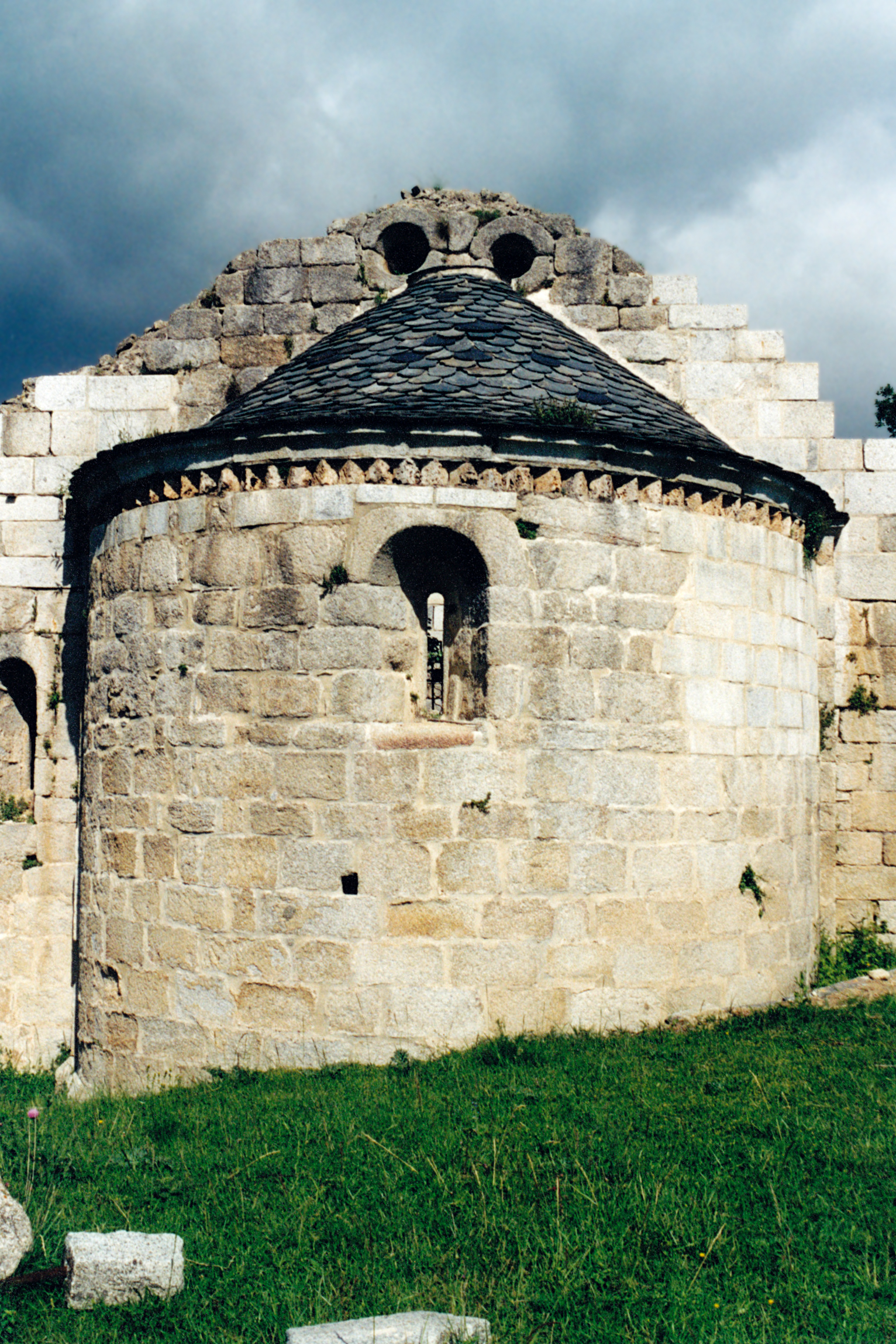
L'absis
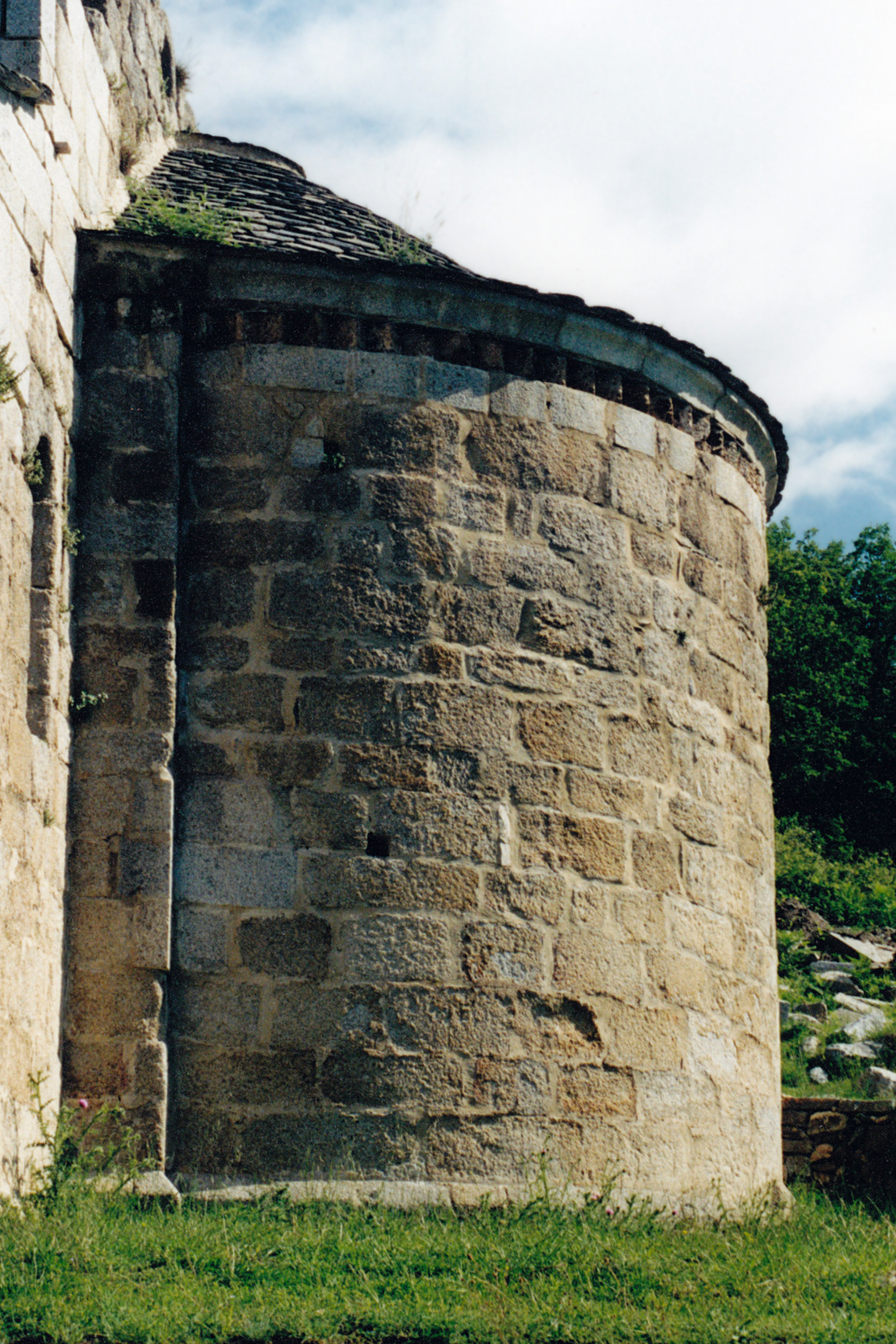
Vista lateral de l'absis
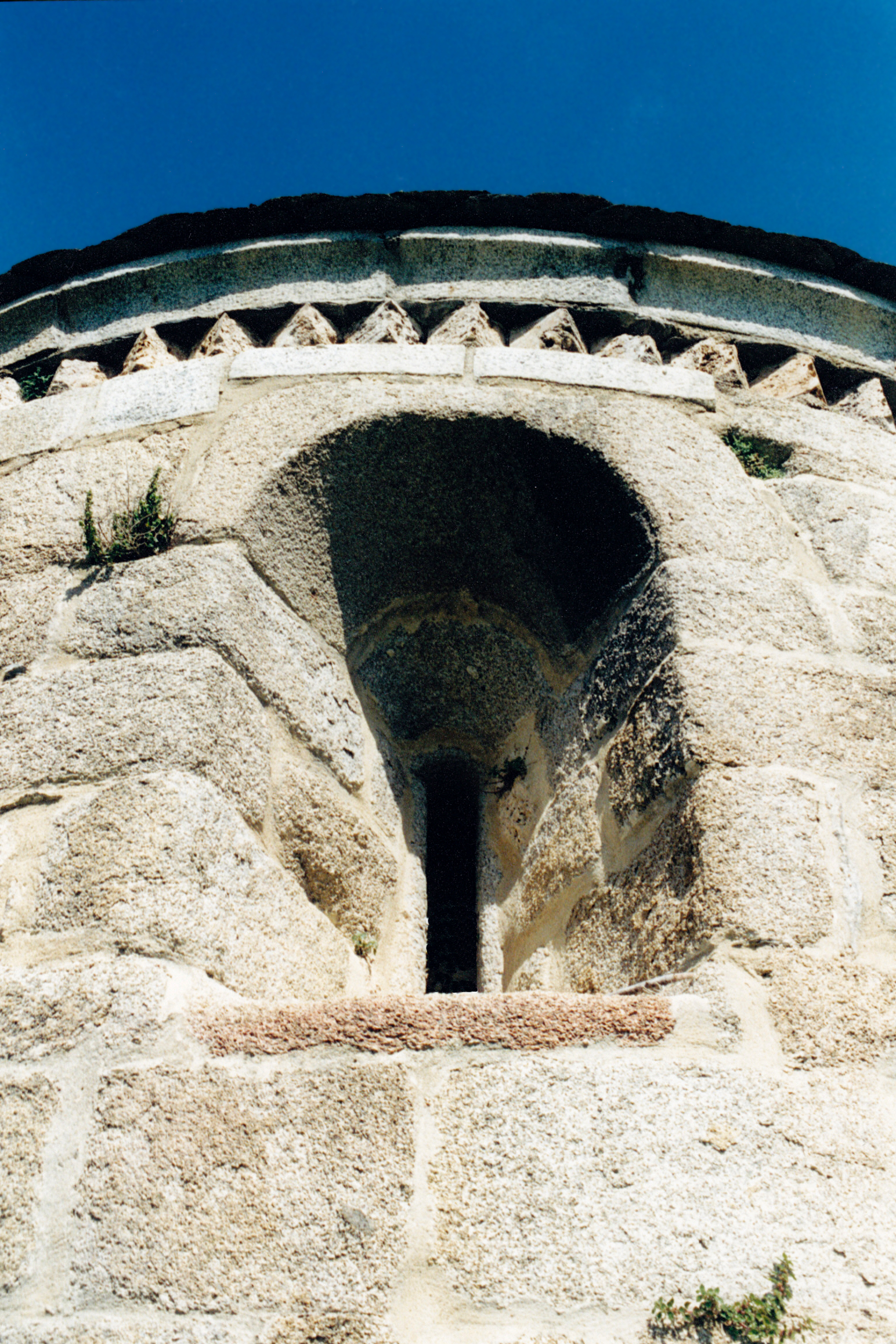
Finestra absidial
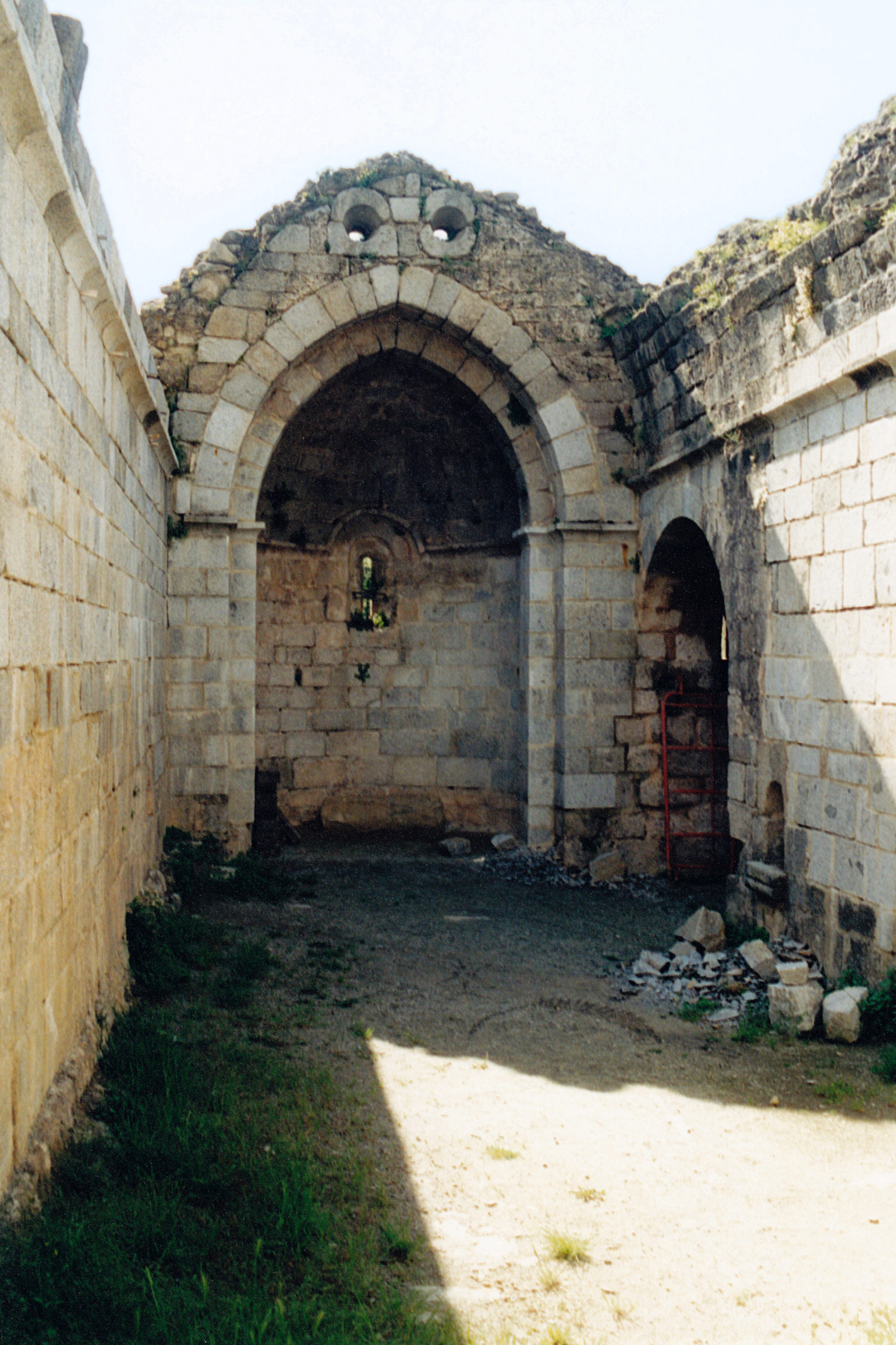
La nau, arruïnada
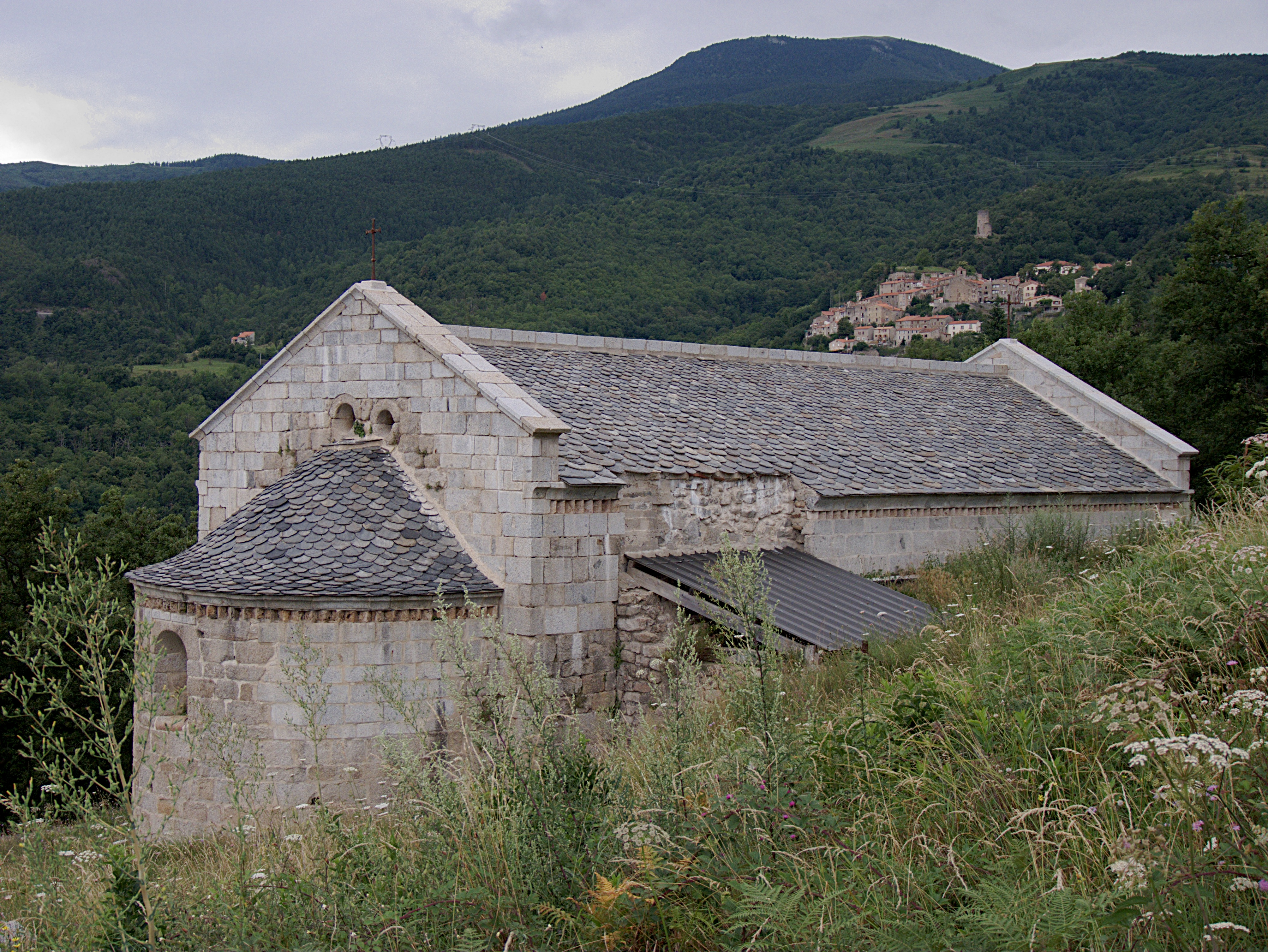
La nau restaurada
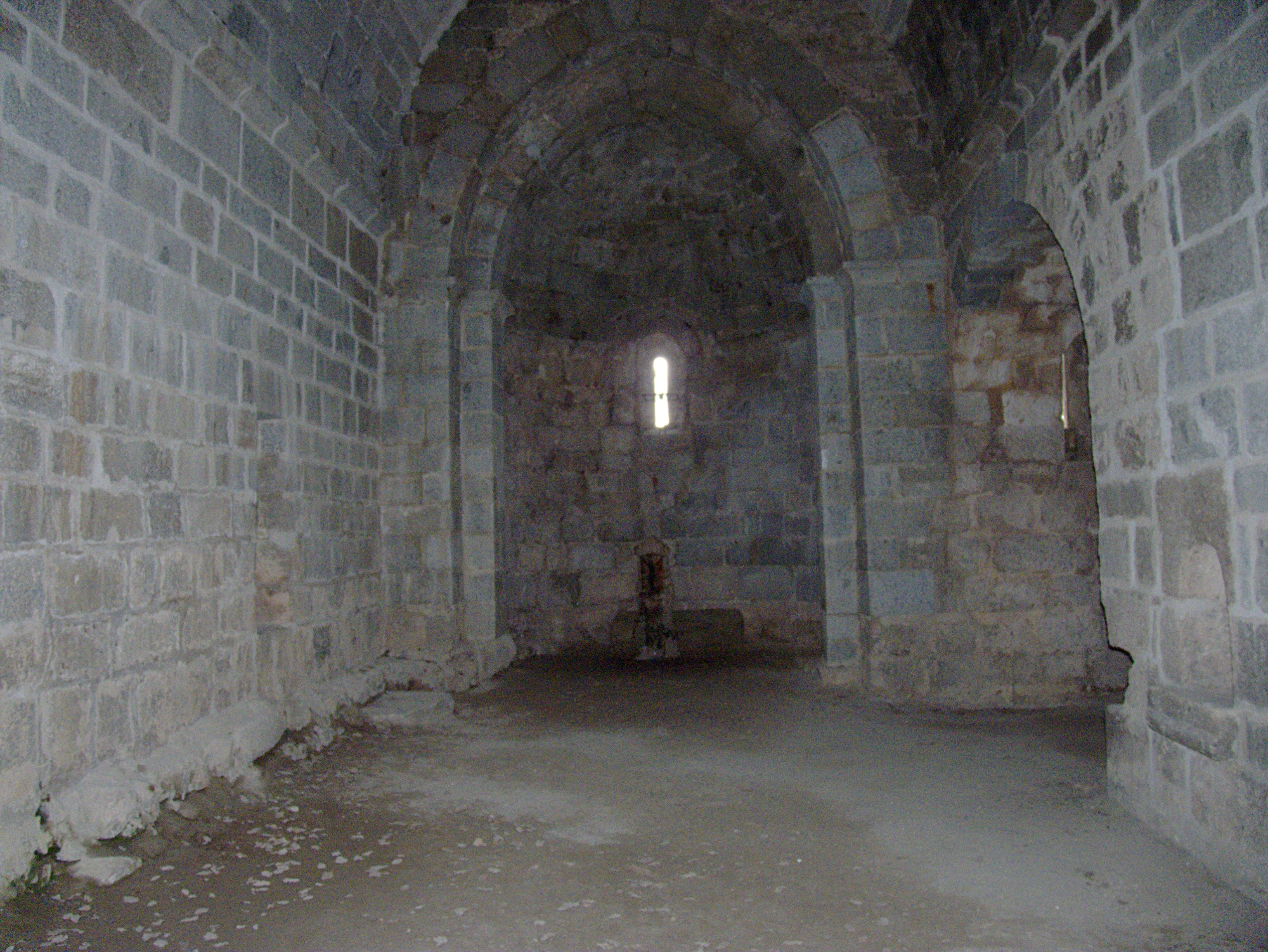
L'interior de la nau restaurada
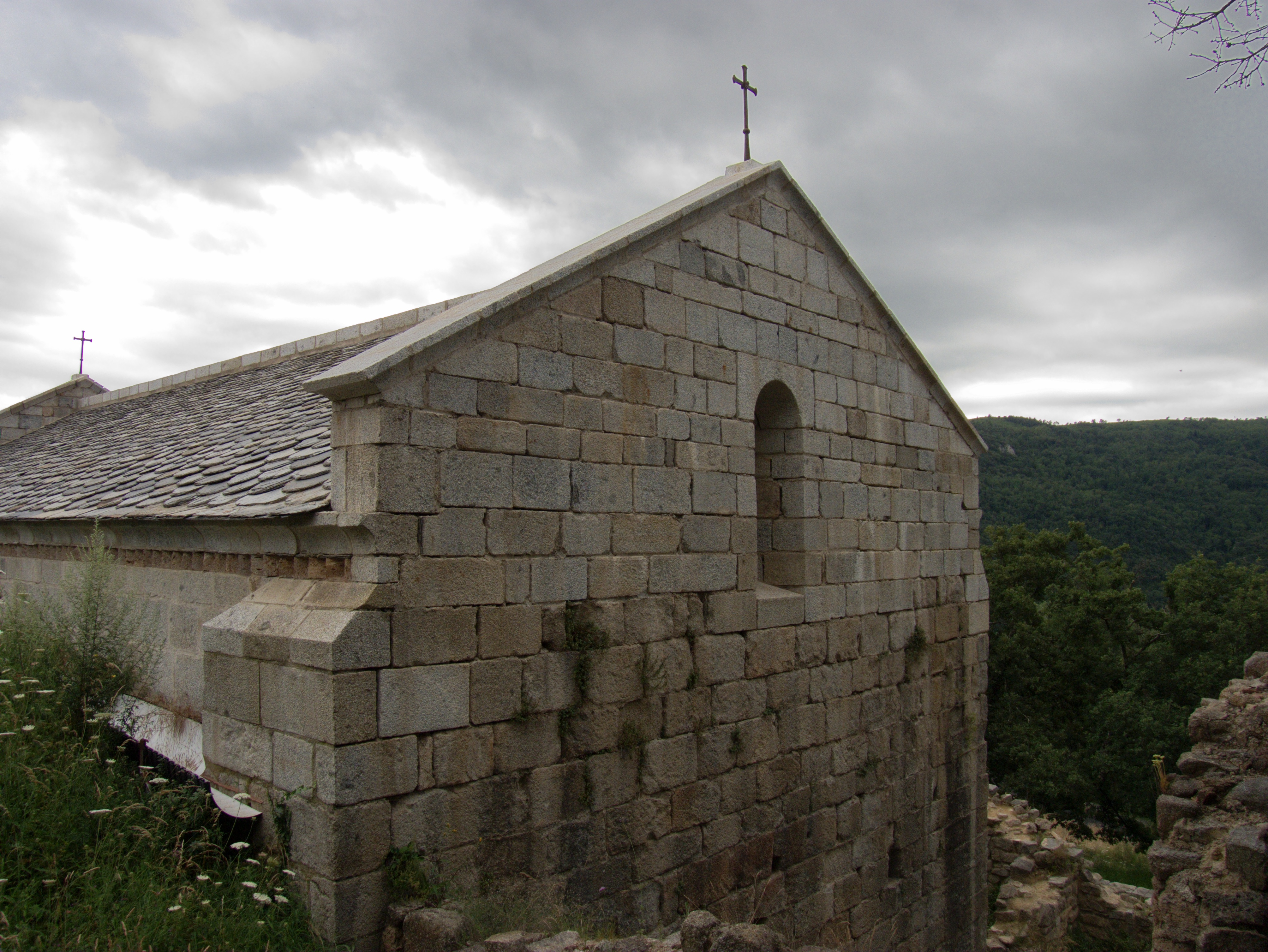
Vista de la façana oest
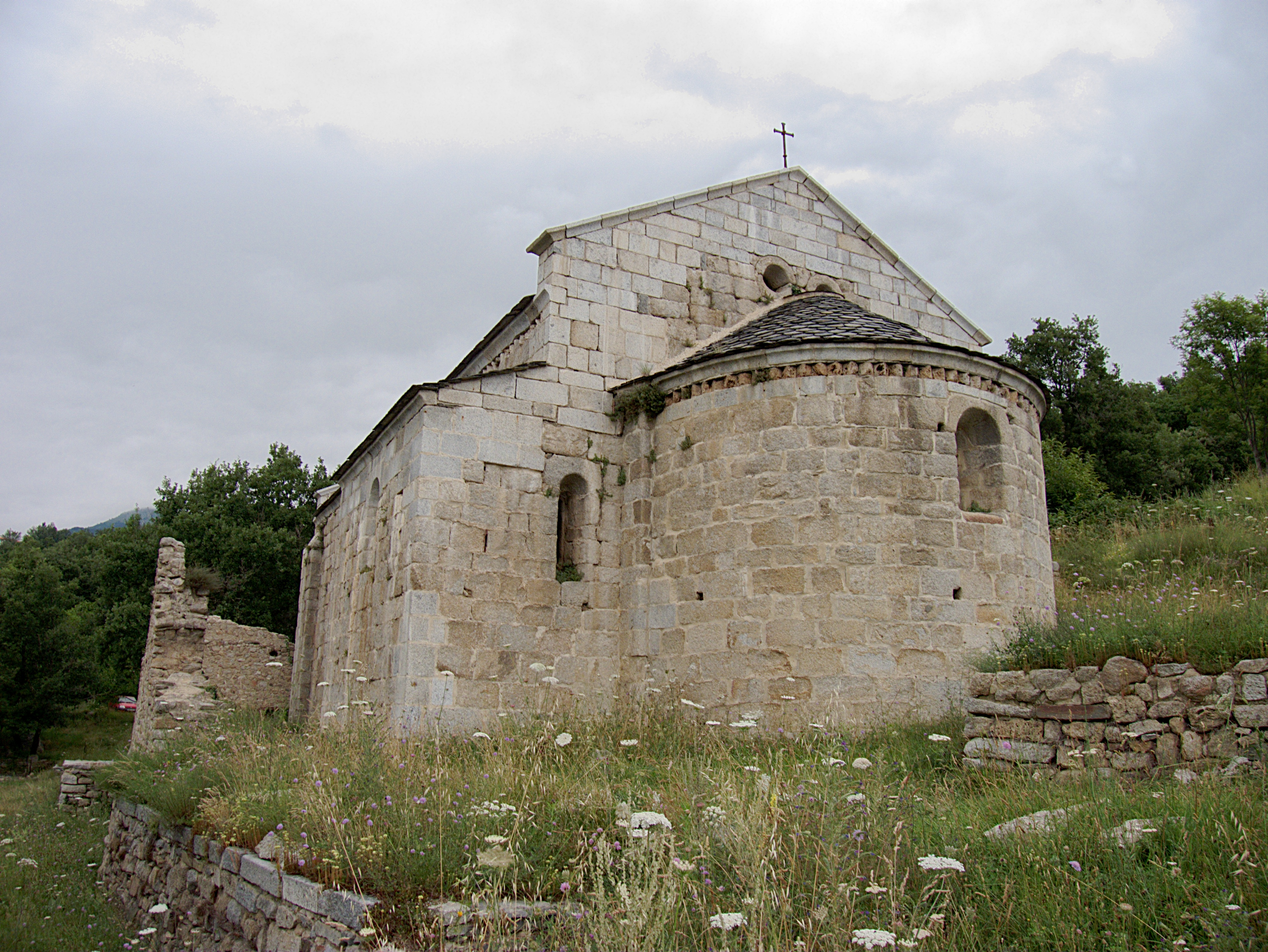
L'absis
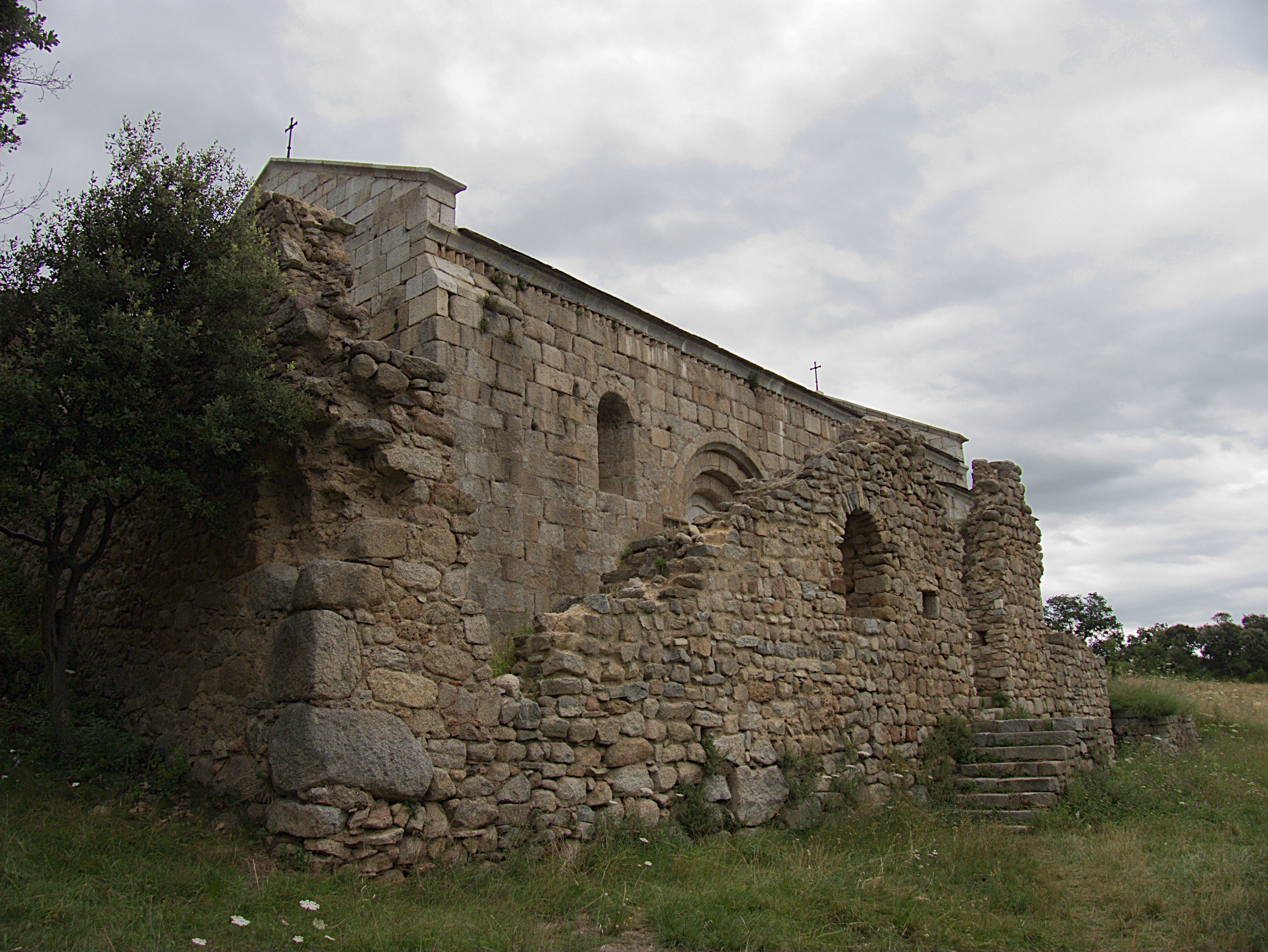
Vista de la façana sud